# Spellbound (film 1916)
Spellbound è un film muto del 1916 diretto da Harry Harvey.

## Produzione
Il film fu prodotto da E.D. Horkheimer e H.M. Horkheimer per la Balboa Amusement Producing Company con il titolo di lavorazione The One-Eyed God.
Venne girato a Long Beach, cittadina californiana dove la casa di produzione aveva la sua sede.

## Distribuzione
Distribuito dalla General Film Company, il film uscì nelle sale cinematografiche statunitensi il 17 maggio 1916.